# 长垣站
长垣站位于中华人民共和国河南省新乡市长垣市城郊，建于1985年。距新乡站91公里，距兖州站223公里。现为三等站。目前车站仅办理货运业务：办理整车货物发到。

## 历史
- 建于1985年。
- 车站于2024年10月进行改造工程，并停运至今。